# Brian Patrick Wade
Brian Patrick Wade (n. 9 iunie 1978, Los Angeles, California, SUA) este un actor și antrenor american. Este cunoscut pentru rolurile sale din miniseria Generația morții⁠(d) (căpitanul Craig Schwetje), din serialul Teoria Big Bang (Kurt, fost iubit al lui Penny) și din Un vârcolac adolescent (vârcolacul Alpha Ennis).

## Cariera
Wade și-a făcut debutul în serialul CSI: Miami⁠(d) în rolul unui strip-teaseuze. Mai târziu, a apărut în filmele Latter Days (2003) și În slujba vieții (2006).
Acesta a obținut roluri în serialele de televiziune Doi bărbați și jumătate, Sabrina, vrăjitoarea adolescentă, NCIS: Anchetă militară, Las Vegas⁠(d), Surface, Pană când moartea ne va despărți⁠(d), Aproape de adevăr⁠(d), The Game⁠(d) și Un vârcolac adolescent. A apărut în episoade din Agenții S.H.I.E.L.D.⁠(d) în rolul lui Carl „Crusher” Creel, cunoscut și sub numele de Absorbing Man.

## Filmografie

### Filme
| An   | Titlu               | Rol            | Note                                  |
| ---- | ------------------- | -------------- | ------------------------------------- |
| 2003 | Latter Days         | Stacy          |                                       |
| 2004 | Bring It On Again   | Fatneck        | Direct-to-video*sub numele Brian Wade |
| 2005 | Death by Engagement | Officer Mallar |                                       |
| 2006 | The Guardian        | Mitch Lyons    |                                       |
| 2016 | Ctrl Alt Delete     | Burton         |                                       |
| 2016 | Trust No One        | Milan          | Scurtmetraj                           |

### Seriale
| An         | Titlu                     | Rol                                           | Note                                                         |
| ---------- | ------------------------- | --------------------------------------------- | ------------------------------------------------------------ |
| 2002       | CSI: Miami                | Other lap dancer                              | Episodul: "Breathless" (1.07) *sub numele Brian Wade         |
| 2002       | Sabrina the Teenage Witch | Kim                                           | Episodul: "Bada-Ping!" (7.08) *sub numele Brian Wade         |
| 2003       | NCIS                      | Marine Lance Corporal                         | Episodul: "Hung Out to Dry" (1.02) *sub numele Brian Wade    |
| 2005       | Las Vegas                 | Muscular guy                                  | Episodul: "Can You See What I see?" (2.16)                   |
| 2005       | Surface                   | E.O.D. Commander                              | Episodul (1.01)                                              |
| 2006       | Twenty Good Years         | Drew                                          | Episodul: "The Elbow Incident" (1.03)                        |
| 2006       | Mafiosa                   | Marco                                         | *sub numele Brian Wade                                       |
| 2006       | Two and a Half Men        | Sam                                           | Episodul: "The Sea Is a Harsh Mistress" (4.03)               |
| 2006       | Help Me Help You          | Former Navy Seal                              | Episodul: "Pink Freud" (1.04)                                |
| 2007       | 'Til Death                | Jack                                          | Episodul: "That’s Ridiculous" (1.20)                         |
| 2007       | The Closer                | Eric Ellis                                    | Episodul: "Dumb Luck" (3.06)                                 |
| 2007, 2009 | The Big Bang Theory       | Kurt                                          | 3 episoade                                                   |
| 2008       | Generation Kill           | Captain Craig "Encino Man" Schwetje           | Miniseries; 7 episodes                                       |
| 2009       | The Game                  | Derek                                         | Episodul: "Do The Wright Thing" (3.13)                       |
| 2009       | NCIS                      | Private David Singer                          | Episodul: "Code of Conduct" (7.05)                           |
| 2009       | Alligator Point           | Bill                                          | Film de televiziune *sub numele Brian Wade                   |
| 2012       | NCIS: Los Angeles         | Navy Petty Officer First Class David Hodgkins | Episodul: "Vengeance" (3.19)                                 |
| 2012       | Best Friends Forever      | Fireman #1                                    | Episodul: "Put a Pin in It" (1.03)                           |
| 2012       | The Glades                | Sean Simmons                                  | Episodul: "Close Encounters" (3.01)                          |
| 2013       | Arrested Development      | Sergeant Melnick                              | Episodul: "Off the Hook" (4.14)                              |
| 2013       | Teen Wolf                 | Ennis                                         | 5 episoade; Rol episoic (sezonul 3)                          |
| 2013       | Hello Ladies              | Bouncer                                       | Episodul: "Long Beach" (1.06)                                |
| 2014       | The Mentalist             | Martin Hagen                                  | Episodul: "The Golden Hammer" (6.12)                         |
| 2014–2018  | Agents of S.H.I.E.L.D.    | Carl Creel / Absorbing Man                    | Invitat (sezoanele 2–3) Rol episodic (sezonul 5); 9 episoade |
| 2021       | A Loud House Christmas    | Rip Hardcore                                  | TV film                                                      |